# Cauda longa

Uma distribuição de cauda longa. Note que as áreas das duas regiões são iguais, onde a região para a direita representa a cauda longa.

Cauda longa (do inglês long tail) é um termo utilizado na Estatística para identificar distribuições de dados como a curva de Pareto, onde o volume de dados é classificado de forma decrescente. Quando comparada a uma distribuição normal, ou Gaussiana, a cauda longa apresenta uma quantidade muito maior de dados ao longo da cauda.
O termo cauda longa ganhou popularidade recentemente como uma maneira de descrever a estratégia de varejo de se vender também uma grande variedade de itens onde cada um vende pequenas quantidades, ao invés de apenas os poucos itens populares que vendem muito. A Cauda Longa foi popularizada por Chris Anderson em um artigo na revista Wired em outubro de 2004, no qual ele mencionou a Amazon.com, a Apple e o Netflix como exemplos de empresas que aplicam esta estratégia. Chris então elaborou o conceito no seu livro A Cauda Longa - Do mercado de massa para o mercado de nicho.
Os baixos custos de distribuição e armazenamento de empresas que aplicam esta estratégia com sucesso (por exemplo, com a distribuição digital), as permitem obter uma quantidade significativa de lucro vendendo produtos incomuns para várias pessoas, ao invés de se limitar aos poucos produtos populares que vendem em maior quantidade. O conjunto das vendas desta grande quantidade de produtos não populares é chamada de Cauda Longa.
Dadas opções abundantes, uma grande população de consumidores, e custos desprezíveis de armazenamento e distribuição dos produtos, o padrão de compras da população resulta na demanda dos produtos seguirem uma distribuição de probabilidade segundo uma lei de potência.
O conceito da Cauda Longa já se encontra presente em muitas áreas. É usado em negócios online, comunicação de massa, microfinanças (Grameen Bank), inovação orientada pelo usuário (Eric von Hippel), mecanismos de redes sociais (crowdsourcing, peer-to-peer), modelos econômicos, e marketing viral.
A distribuição de frequências com uma cauda longa já vem sendo estudada por estatísticos desde pelo menos 1946. O termo também já vem sendo usado em finanças e negócios de seguros há vários anos, também sendo referido como "cauda gorda" ou "cauda pesada".

## Significado estatístico

A cauda se torna maior e mais comprida em novos mercados (linha vermelha). Enquanto revendedores tradicionais se limitam à área à esquerda do gráfico, livrarias online conseguem uma receita maior a partir da área à direita.

A cauda longa é uma característica conhecida de algumas distribuições estatísticas (como as leis de potência, distribuição de Pareto, e lei de Zipf). Esta característica também é conhecida como cauda gorda ou cauda pesada. Em distribuições de cauda longa, uma população com alta frequência ou amplitude é seguida por uma de baixa frequência ou amplitude que gradativamente decresce assintoticamente. Os eventos no fim da cauda tem uma probabilidade de ocorrência muito baixa.
Por via de regra, para tais distribuições populacionais, a maioria das ocorrências (mais da metade, e onde o Princípio de Pareto se aplica) 80% correspondem aos primeiros 20% dos itens na distribuição.
Distribuições ou funções de leis de potências caracterizam uma quantidade importante de comportamentos da natureza e esforços humanos. Este fato alavancou o interesse científico e social por estas distribuições e as relações que as criam. A observação de tais distribuições normalmente aponta para tipos específicos de mecanismos, e pode indicar uma conexão com outros sistemas aparentemente não relacionados. Exemplos de comportamentos que exibem uma distribuição de cauda longa são as ocorrências de certas palavras em uma determinada língua, a distribuição de renda de um negócio, ou a intensidade de terremotos.
Os artigos de Chris Anderson e Clay Shirky enfatizam casos especiais nos quais somos capazes de modificar as relações subjacentes e avaliar o impacto nas frequências dos eventos. Nesses casos os eventos pouco frequentes, de baixa amplitude (ou baixo rendimento), que são representados pela parte da curva após os primeiros 20% – a cauda longa –, podem se tornar responsáveis pela maior área resultante. Isto sugere que a variação de um mecanismo (como o acesso pela internet) ou relação (o custo de armazenamento) podem alterar drasticamente a frequência de ocorrência de certos eventos na distribuição. Esta alteração tem um efeito crucial na probabilidade e demografia de clientes de negócios como a comunicação de massa ou lojas online.

## Chris Anderson e Clay Shirky
O termo a Cauda Longa foi popularizado por Chris Anderson. O conceito veio parcialmente de um artigo de fevereiro de 2003 por Clay Shirky, "Power Laws, Weblogs and Inequality", que notou que uma quantia relativamente pequena de blogs possuíam muitos links apontando para eles, mas a "cauda longa" de milhões de blogs atrairiam apenas uns poucos links. Chris descreveu os efeitos da Cauda Longa nos modelos de negócios atuais e futuros começando com uma série de palestras no início de 2004 e com a publicação de um artigo na revista Wired em outubro de 2004. Posteriormente, Chris escreveu o livro A Cauda Longa - Do mercado de massa para o mercado de nicho (2006).
Chris argumenta que produtos de baixa demanda ou com um baixo volume de vendas podem coletivamente alcançar uma fatia do mercado que rivaliza ou excede os poucos mais vendidos, se a loja ou canal de distribuição for grande o bastante. Chris cita pesquisas anteriores de Erik Brynjolfsson, Yu (Jeffrey) Hu, e Michael D. Smith, que mostraram que uma porção significativa das vendas da Amazon.com são provenientes de livros obscuros que não estão disponíveis em lojas físicas. A Cauda Longa é um mercado potencial, e como o exemplo ilustra, as oportunidades para canais de distribuição e venda pela Internet permitem que empresas consigam alcançar este mercado aos poucos.
Um funcionário da Amazon descreveu a Cauda Longa da seguinte maneira: "Hoje vendemos mais livros que não venderam ontem do que de todos os que venderam ontem".
Chris originalmente explicou o termo como uma referência à cauda de uma curva de demanda. Desde então o termo foi derivado de um gráfico onde se traça a popularidade versus inventário de produtos. No gráfico mostrado acima, a venda dos livros da Amazon ou os aluguéis de filmes do Netflix seriam representados ao longo do eixo vertical, enquanto o ranking dos livros ou filmes seria ao longo do eixo horizontal. O volume total dos itens de baixa popularidade podem chegar a exceder o volume dos itens populares.

## Pesquisa acadêmica

### Efeitos do acesso online
Em seu artigo na revista Wired, Chris Anderson cita uma pesquisa anterior de Erik Brynjolfsson, Yu (Jeffrey) Hu, e Michael D. Smith, que usou uma curva log-linear para descrever a relação entre as vendas da Amazon.com e os rankings dos produtos, mostrando que uma grande parte das vendas de livros da Amazon são provenientes de livros que não se encontram em lojas físicas.
Eles então quantificaram o valor potencial da Cauda Longa para os consumidores. Em um artigo publicado em 2003, estes autores mostraram que, enquanto a maior parte da discussão sobre o valor da Internet para os consumidores considerava apenas os preços mais baixos, o benefício do consumidor pelo acesso à variedade mais abundante de produtos em livrarias online é dez vezes maior do que o benefício pelo acesso a preços mais baixos online. Logo, o principal valor da internet para os consumidores vem do acesso aos produtos que se encontram na Cauda Longa.

### O alongamento com o passar do tempo
Um estudo recente por Erik Brynjolfsson, Yu (Jeffrey) Hu, e Michael D. Smith mostra que a Cauda Longa tem crescido ao longo do tempo, com livros não populares sendo responsáveis por uma fatia maior das vendas totais. As análises dos autores sugerem que em 2008, livros de nicho foram responsáveis por 36.7% das vendas da Amazon. A nova metodologia deles também mostra que, apesar das largamente utilizadas leis de potência serem uma boa aproximação inicial para a relação ranking-vendas, o declive da curva pode não ser constante para todos os rankings de livros, se tornando progressivamente mais íngreme para livros mais obscuros.
Em suporte a essas descobertas, Wenqi Zhou e Wenjing Duan encontraram não apenas uma cauda mais longa, mas também mais gorda, através de uma análise a fundo nos padrões de download de software de consumidores no artigo "Online user reviews, product variety, and the long tail". A demanda para todos os produtos diminui, mas a queda é mais acentuada para os produtos populares, indicando uma mudança da demanda em direção aos nichos com o passar do tempo. Mesmo assim, eles ainda observam um efeito superstar na presença da cauda longa, com um pequeno número de produtos populares dominando a demanda.

### Adeus Princípio de Pareto, bem-vinda nova distribuição
Em um artigo de 2006 intitulado "Goodbye Pareto Principle, Hello Long Tail", Erik Brynjolfsson, Yu (Jeffrey) Hu, e Duncan Simester descobriram que, diminuindo drasticamente os custos de busca, a tecnologia da informação em geral e mercados da Internet em particular podiam aumentar substancialmente a fatia coletiva de produtos incomuns, consequentemente criando uma cauda mais longa na distribuição de vendas.
Eles usaram um modelo teórico para mostrar como uma redução nos custos de busca irá afetar as vendas de produtos. Analisando dados coletados de uma companhia de varejo multicanal, eles demonstraram evidência empírica que o canal da Internet exibe uma distribuição de vendas significativamente menos concentrada do que os canais tradicionais (como as lojas físicas). Uma regra 80/20 se encaixa bem na distribuição de venda de produtos num canal de catálogo, mas no canal da Internet, esta regra precisa ser modificada para 72/28 para se encaixar. A diferença na distribuição de vendas é muito significante, mesmo levando em consideração variáveis como as diferenças dos consumidores.

### Oferta e procura
O fator chave do lado da oferta que determina se uma distribuição de vendas possuirá uma Cauda Longa é o custo do armazenamento e distribuição do inventário. Quando estes custos são insignificantes, como no caso de produtos digitais em lojas virtuais (Ex.: iTunes Store), se torna economicamente viável vender produtos relativamente não populares. Por outro lado, quando os custos de armazenamento e distribuição são elevados, apenas os produtos mais populares podem ser vendidos. Por exemplo, uma locadora de filmes tradicional possui um espaço de prateleira limitado, o qual é atribuído um certo custo para se manter; para maximizar os lucros, a locadora deve estocar apenas os filmes mais populares para garantir que nenhum espaço na prateleira será desperdiçado. Já o Netflix, que mantém os seus filmes em formato digital, possui um custo de armazenamento extremamente inferior, e o custo de distribuição é o mesmo para um filme seja ele popular ou não. Assim, o Netflix é capaz de manter um modelo de negócio viável estocando um conjunto de filmes muito maior do que uma locadora física tradicional. Essa economia no armazenamento e distribuição então permitem o uso vantajoso da Cauda Longa: No total agregado, o Netflix aluga mais filmes "não populares" do que os populares.
No lado da procura, ferramentas como motores de busca, software de recomendações, e ferramentas de amostragem estão permitindo aos consumidores encontrarem produtos fora da sua área geográfica. Há ainda efeitos secundários da Cauda Longa, como o crescimento de mercados servindo nichos menores, mais específicos.
Um estudo recente conduzido por Wenqi Zhou e Wenjing Duan aponta ainda que fatores do lado da demanda (resenhas online dos usuários) e do lado da oferta (variedade dos produtos) interagem para influenciar a formação de cauda longa das escolhas dos usuários. A confiança dos consumidores nas resenhas online é significantemente influenciada pela quantidade de produtos disponíveis. Especificamente, eles relatam que o impacto de ambas resenhas positivas e negativas são enfraquecidas quando a variedade de produtos é maior. Além disso, este impacto nas resenhas é maior para produtos populares do que para os de nichos.

### Redes, multidões e a cauda longa
As "multidões" de consumidores, usuários e pequenas companhias que habitam a distribuição de Cauda Longa podem realizar trabalhos colaborativos. Algumas formas relevantes destes novos modelos de produção são:
- Grupos de colaboração peer-to-peer que produzem softwares de código aberto ou criam wikis como a Wikipédia.
- O modelo crowdsourcing, no qual uma companhia terceiriza o trabalho para grandes grupos de colaboradores utilizando uma plataforma online colaborativa.
- O modelo de crowdcasting, onde se constrói uma rede de usuários e então os entrega desafios ou tarefas para serem resolvidas com o propósito de se extrair conhecimento ou ideias inovadoras.
- Trabalho realizado por indivíduos comuns em redes não comerciais, como descrito no trabalho de Yochai Benkler.[17]

Os fatores do lado da demanda que levam à cauda longa podem ser amplificados pelas "redes de produtos" que são criadas através das recomendações em hyperlinks entre os produtos. Um artigo da MIS Quarterly por Gal Oestreicher-Singer e Arun Sundararajan mostra que categorias de livros na Amazon.com que são mais centrais e portanto mais influenciadas pelas suas redes de recomendações possuem distribuições de Cauda Longa significativamente mais destacadas. Seus dados através de 200 categorias mostram que uma duplicação dessa influência leva a um aumento de 50% na receita do um quinto menos popular de livros.

### Volume de negócios na cauda longa
A distribuição de Cauda Longa aplica-se a um dado momento no tempo, mas ao longo deste a popularidade relativa das vendas dos produtos individuais irá mudar. Apesar de que a distribuição das vendas possa parecer semelhante ao longo do tempo, as posições de cada item individual irá variar. Por exemplo, produtos novos constantemente entram nos mercados de moda. Um modelo recente de escolha do consumidor baseado em moda, que é capaz de gerar distribuições de lei de potência para vendas similar àquelas observadas na prática, leva em consideração o volume relativo de vendas de um dado conjunto de itens, assim como a inovação, no sentido de que itens completamente novos se tornam disponíveis para venda.
Pode haver um tamanho de inventário ideal, dado o equilíbrio entre as vendas e os custos de manter o volume. Uma análise baseada neste modelo de moda pura indica que, mesmo para as lojas digitais, o inventário ideal pode em muitos casos ser menor do que os milhões de itens que estas lojas potencialmente conseguem oferecer. Ou seja, ao se aprofundar cada vez mais na Cauda Longa, as vendas podem se tornar tão pequenas que o custo marginal de as manter em ordem ranqueada, mesmo numa escala digital, pode ficar otimizado muito antes de um milhão de produtos, e certamente antes de infinitos. Este modelo consegue prover predições em mercados com distribuição de cauda longa, como a base para um modelo para otimizar a quantidade de cada tipo de item que deve ser mantido, dado o ranking de vendas atuais e o total de produtos diferentes armazenados.

## Modelos de Negócios

### Impacto Competitivo
Antes de um mercado de Cauda Longa funcionar, geralmente apenas os produtos mais populares são oferecidos. Quando os custos de armazenamento e distribuição do inventário caem, uma quantidade mais diversificada de produtos se torna disponível. Isto pode, por sua vez, acabar reduzindo a demanda pelos produtos mais populares. Por exemplo, empresas de conteúdo web com ampla cobertura, como o Yahoo!, podem ser ameaçadas pelo surgimento de vários sites menores que focam em conteúdos de nichos, e cobrem aqueles conteúdos de maneira mais completa do que os sites maiores.
A ameaça competitiva destes sites de nichos é reduzida pelo custo de os estabelecer e os manter, além do incômodo para os usuários ficarem rastreando e visitando vários sites pequenos. Estes fatores foram transformados por ferramentas fáceis e baratas de criação de websites, e pela popularização do RSS. Da mesma maneira, distribuidores de mercados de massa como a Blockbuster podem ser ameaçados por distribuidores como o Netflix, que oferece os filmes que a Blockbuster não oferece por que eles ainda não ficaram populares.

### Empresas da Internet
Algumas das empresas de internet de maior sucesso usaram a Cauda Longa como parte das suas estratégias de negócios. Exemplos incluem o eBay e MercadoLivre (leilões), Yahoo! e Google (buscas na web), Amazon e Submarino (comércio eletrônico),  iTunes Store (músicas e podcasts), e a Netflix (aluguel de filmes). As empresas puramente digitais também quase não apresentam custo marginal, o que beneficia os serviços online, ao contrário de varejistas físicos que tem um limite em seus produtos. A internet ainda pode vender bens físicos, mas dentre uma seleção virtualmente ilimitada, e com resenhas e recomendações. A internet abriu terrenos maiores para vender e prover os seus produtos sem estar confinada apenas aos "mercados locais", como os varejistas de produtos físicos tal como o Walmart. Com os revendedores digitais e híbridos, não existem mais fronteiras nas demandas do mercado, podendo um produto ser entregue internacionalmente, seja por correio ou por meio digital.

### Microfinanças e Microcrédito
O ramo das microfinanças tem por objetivo oferecer pequenos créditos para pessoas de classes mais baixas, que acabam sendo ignoradas pelo comércio bancário tradicional. Os bancos que seguiram esta estratégia de vender serviços para a cauda longa deste setor, descobriram que este pode ser um nicho importante, negligenciado há muito tempo pelos outros bancos. Os destinatários de pequenos créditos tendem a ser bons pagadores de empréstimos bancários, apesar de seus históricos de crédito inexistentes. Eles também estão dispostos a pagar juros maiores do que o usuário comum de bancos ou cartões de créditos. Além disso, é ainda um modelo de negócio que preenche um papel importante no desenvolvimento de uma economia.
O Grameen Bank em Bangladesh vem seguindo este modelo de negócios com sucesso, sendo o pioneiro no ramo de microcrédito. A Kiva.org é uma organização que provê microcréditos para pessoas ao redor do mundo, usando um modelo de negócios distinto.

### Modelo Freemium
Outro ecossistema onde modelos de negócios baseados na Cauda Longa começaram a dar frutos foi na área de jogos online. Na medida que as empresas se convencem de que poucos usuários pagando por um jogo completo, rendem menos lucro do que muitos usuários pagando em microtransações por partes opcionais ou supérfluas dos jogos, cada vez mais as empresas de jogos estão adaptando os seus jogos e modelos de negócios para dar suporte a este mercado da nova economia: Recentemente, a Nintendo anunciou que o seu novo console Wii U terá suporte a microtransações e modelo Free to Play; O mesmo ocorreu com a Electronic Arts, cujo diretor de operações, Peter Moore, também revelou acreditar que o futuro dos jogos está nas microtransações e acesso gratuito, não apenas para melhor atender aos jogadores, mas sim também como uma estratégia antipirataria.
Este fenômeno do modelo freemium fica também destacado em jogos criados por desenvolvedores independentes em plataformas como o Facebook, a App Store da Apple, e o Google Play (antigo Android Market). Neste caso, a Cauda Longa ainda está presente também no fato de os próprios jogos seguirem tal distribuição, onde as poucas Top Apps são extremamente populares, e as milhões de outras apps atingem apenas um pequeno nicho do mercado.
O próprio Chris Anderson também compartilha desta visão de que "O futuro é de graça", não apenas para os jogos, mas com o modelo freemium se tornando presente e possivelmente até mesmo mandatório em várias outras áreas.

### Inovação orientada pelo usuário
De acordo com o modelo de inovação orientada pelo usuário, companhias podem contar com os usuários de seus produtos para fazerem uma parte significativa do trabalho de inovação. Usuários querem produtos que são personalizados para as suas necessidades, e estão dispostos a contar para os fabricantes o que realmente querem e como deveria funcionar. Empresas podem lançar mão de várias ferramentas interativas ou na internet, para dar uma voz aos seus usuários e os permitir fazer o trabalho de inovação que é vantajoso para a empresa.
Dado que o custo de comunicação e compartilhamento de informações em geral decresce continuamente (de forma análoga ao que é observado com os custos de armazenamento e distribuição no caso de lojas especializadas em venda de produtos digitais), inovações neste formato de cauda longa, onde muitos usuários fazem pequenas contribuições, irá ganhar importância para as empresas.
É a colaboração e o trabalho agregado dos usuários que resulta numa inovação significante. Comunidades de inovação social formadas por grupos de usuários podem realizar rapidamente o processo de tentativa e erro da inovação, compartilhar informações, testar e difundir os resultados.
Eric von Hippel, da Sloan School of Management do MIT, definiu o modelo de inovação liderada pelo usuário no seu livro Democratizing Innovation. Dentre as suas conclusões está a ideia de que à medida que a inovação se torna mais centrada no usuário, a informação precisa correr livremente, de maneira mais democrática, atacando a estrutura da divisão social do trabalho.

### Marketing
O impulso de construir um mercado e obter receita a partir dos consumidores da cauda longa levou empresas a implementarem uma variedade de técnicas de marketing de cauda longa, a maioria baseada no uso extensivo de tecnologias online. Entre as mais representativas, estão:
- Buzz marketing: O uso estratégico do boca-a-boca e transmissão de informação comercial de pessoa a pessoa em um ambiente online ou real.
- Marketing viral: A disseminação intencional de propagandas usando redes sociais preexistentes, com ênfase no casual, não-intencional e custo baixo. Ocorre comumente através de vídeos no Youtube, emails virais e hotsites.
- Pay per click e otimização para motores de busca: O marketing de websites em motores de busca como o Google, Yahoo e Bing, através do foco em palavras-chave que se encontram na cauda longa e portanto possuem menos competição.

### Gerenciamento de projetos
Orçamentos, prazos e benefícios são medidas vitais da performance de projetos. Estouro de orçamento, atraso nos prazos e déficit de benefícios são todas funções com cauda longa. Os pesquisadores mostraram que caudas gordas se escondem atrás de performances médias e medianas aceitáveis. Como consequência chave, sistemas de gerenciamento de performance precisam focar não apenas nas médias, mas também na variabilidade, e medir a grossura das caudas gordas.

## Impacto político e cultural
A cauda longa tem possíveis implicações na cultura e na política. Quando o custo de oportunidade de armazenamento e distribuição do inventário é alto, apenas os produtos mais populares são postos à venda. Mas onde a Cauda Longa dá certo, as preferências de minorias se tornam disponíveis, e um leque maior de opções é oferecido. A Cauda Longa oferece oportunidades para vários fornecedores introduzirem produtos nas categorias de nicho, o que encoraja a diversificação dos produtos. Neste sistema onde ambos os fornecedores quanto os indivíduos acabam se beneficiando, a porção de cauda da Cauda Longa acaba aumentando ainda mais. Em situações onde a popularidade é determinada pelo mínimo denominador comum, um modelo de Cauda Longa pode levar a uma melhoria do nível de cultura de uma sociedade. As oportunidades que surgem com a Cauda Longa afetam significantemente a cultura da sociedade por que os fornecedores ficam com capacidades ilimitadas que nunca poderiam ser alcançadas antes da Cauda Longa se estabelecer. No fim, o modelo de negócios de lucro convencional deixa de existir, pois as pessoas tendem a criar novos produtos por motivos variados, como expressão, ao invés de apenas o lucro líquido. Neste sentido, a Cauda Longa abre um grande espaço para trabalhos de criatividade autênticos.

### Diversidade Cultural
A televisão é um bom exemplo: Chris Anderson define a "TV de Cauda Longa" no sentido de "conteúdo que não está disponível nos canais tradicionais mas conseguiu encontrar uma audiência mesmo assim." Ou seja, o advento de serviços como a televisão por demanda, Pay-per-view e até mesmo serviços premium de TV a cabo como a HBO abrem a oportunidade para conteúdo de nicho chegar às audiências certas. Estes podem nem sempre atrair as maiores audiências, mas isto é minimizado pelo modelo de negócios da distribuição do conteúdo. À medida que o custo cai, as opções de programas de TV aumentam, e a diversidade cultural também.

### Distribuição de conteúdo independente
Muitas vezes apresentado como um fenômeno de interesse principalmente para negócios baseados na internet e outros mercados de massa, a Cauda Longa também tem implicações para os produtores de conteúdos, especialmente aqueles cujos produtos não conseguiam, por razões econômicas, encontrar um lugar nos canais de distribuição de informação pré-Internet, controlados por editoras de livros, redes de televisão, estúdios de filmes e gravadoras. Do ponto de vista dos produtores, a Cauda Longa fez com que a criatividade pudesse aflorar nas mais diversas áreas. Um exemplo disto é o YouTube, onde milhares de vídeos diversificados – cujos conteúdos, falta de popularidade ou valor os fazem inapropriados para a televisão tradicional – são facilmente acessíveis para um amplo espectro de espectadores.

### Literatura contemporânea
A interseção do marketing viral, comunidades online e novas tecnologias que operam na Cauda Longa de consumidores e empresas é descrita em um romance de William Gibson, Pattern Recognition.

### Aplicações militares e segurança
Num escopo militar, John Robb (teórico militar americano) aplica a Cauda Longa no desenvolvimento de insurgências e movimentos terroristas, mostrando como a tecnologia e o networking permite à Cauda Longa de grupos dispersos de criminosos desafiar o Estado e terem uma chance de ganhar.

## A Cauda Longa no Brasil
O Brasil, sendo uma das maiores economias do mundo, e com mais de 192 milhões de habitantes, além de ser uma nação altamente multicultural e etnicamente diversa, possui assim grande potencial para mercados de cauda longa.
Um dos exemplos que mais se destaca no contexto nacional é o caso do MercadoLivre, que chegou ao país em outubro de 1999, e ainda é amplamente usado para a compra e venda dos mais variados produtos mais de uma década depois. No entanto, grande parte dos modelos de negócios de cauda longa presentes no país ainda são primariamente provenientes de empresas estrangeiras, como a App Store da Apple, e o YouTube.

## Criticismo
Um estudo de 2008 por Anita Elberse, professora de administração na Harvard Business School, desafia a teoria da Cauda Longa, citando dados de vendas que mostram que a Web amplifica a importância dos produtos de maior sucesso. Em seu blog, Chris Anderson respondeu ao estudo, louvando Elberse e o rigor acadêmico com que ela explora o assunto mas denotando uma distinção entre as suas respectivas interpretações de onde a "cabeça" e a "cauda" começam. Anita define a cabeça e a cauda usando porcentagens, enquanto Anderson usa valores absolutos. Resultados similares foram publicados por Serguei Netessine e Tom F. Tan, que sugerem que a cabeça e a cauda deveriam ser definidas através de porcentagens ao invés de números absolutos.
Também em 2008, uma análise de vendas por Will Page e o empresário Andrew Bud, de um serviço de música digital britânico desconhecido, mostrou que tais vendas exibiam uma distribuição log-normal ao invés de uma lei de potência. Ele reportaram que 80% das músicas não venderam nenhuma cópia em um período de um ano. Chris respondeu dizendo que as descobertas do estudo eram difíceis de serem avaliadas sem o acesso aos dados.